# Ludwig Arnold (Politiker)
Ludwig Arnold (* 18. Februar 1905 in Mannheim; † 30. Mai 1962 in Berlin) war ein deutscher Parteifunktionär (KPD/SED), stellvertretender Direktor der SED-Parteihochschule sowie Leiter des Marx-Engels-Lenin-Institutes (später Institut für Marxismus-Leninismus beim ZK der SED).

## Leben
Arnold, Sohn eines Küfers und Tischlers, machte nach dem Besuch der Volksschule in Mannheim von 1919 bis 1922 eine Lehre zum Schlosser. Von 1922 bis 1925 arbeitete er als Schmied in seiner Heimatstadt. 1923 wurde er Mitglied des Kommunistischen Jugendverband Deutschlands. Von 1925 bis 1930 befand sich Arnold in den USA und verrichtete Gelegenheitsarbeiten in San Francisco. Von 1926 bis 1930 war er Mitglied des Kommunistischen Jugendverbandes der USA. Von 1930 bis 1945 hielt sich Arnold in der Sowjetunion auf und war von 1931 bis 1945 Mitglied der Kommunistischen Partei der Sowjetunion. Von 1931 bis 1942 arbeitete er als Schlosser und Elektriker in der Automobilfabrik SIS in Moskau. Von 1933 bis 1936 studierte Arnold unter dem Decknamen Herbert Korn an der Kommunistischen Universität der nationalen Minderheiten des Westens. 1936 erhielt er die sowjetische Staatsbürgerschaft, die er bis 1952 behielt, als ihm die DDR-Staatsbürgerschaft zuerkannt wurde. Im November 1941 wurde er nach Uljanowsk evakuiert und arbeitete dort als Schlosser. 1942/43 wurde er in die Arbeitsarmee einberufen. Ab 1943 führte er politische Arbeit unter deutsche Kriegsgefangenen und war 1944/45 Lehrer an einer Antifa-Schule.

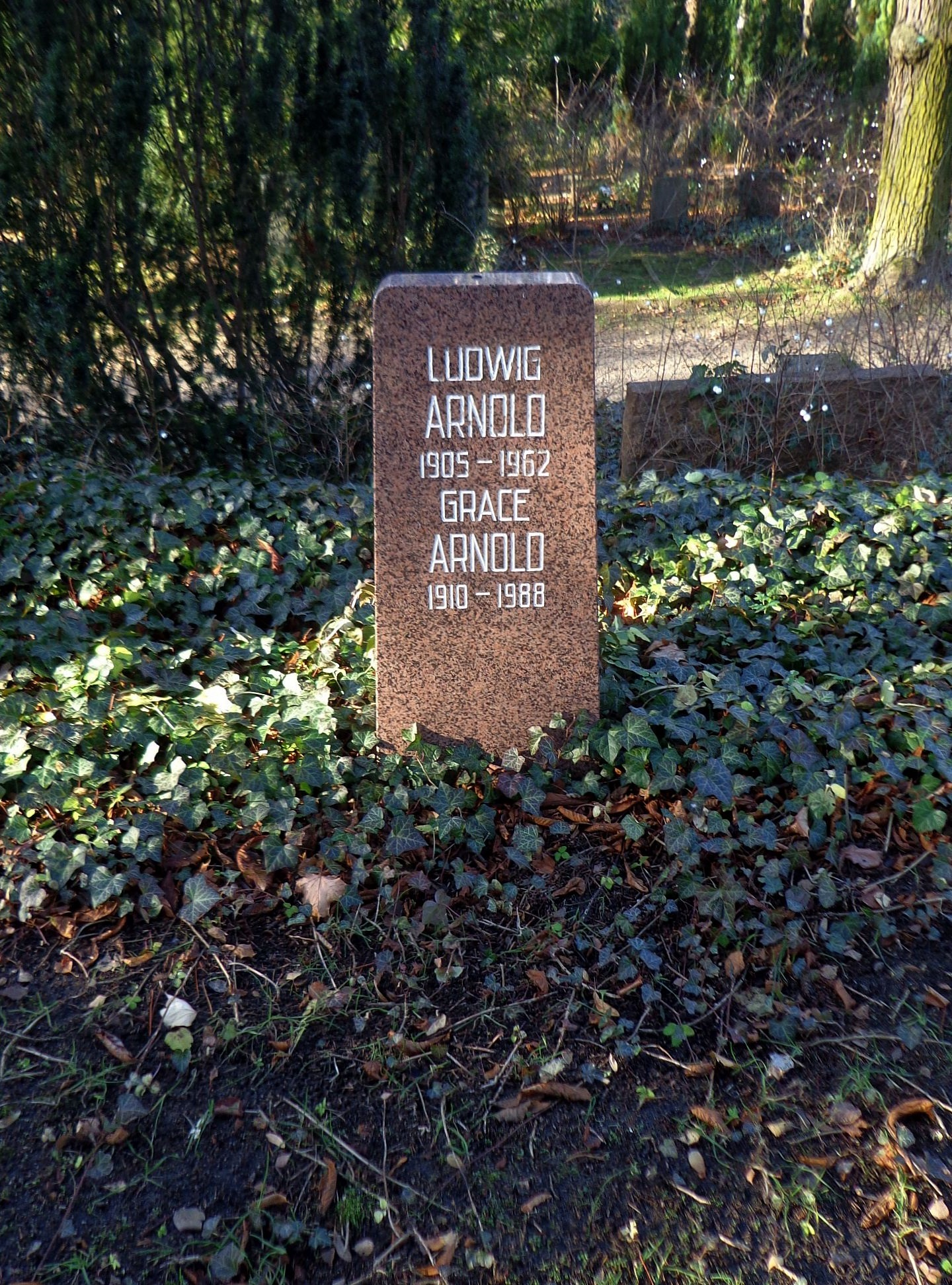
Grabstätte

1945 kehrte Arnold nach Deutschland zurück und trat im selben Jahr der Kommunistischen Partei Deutschlands (KPD) bei. Er war Lehrer an der Parteischule in Dresden-Hofewiese sowie Sekretär der KPD-Kreisleitung Zwickau. Seit der Zwangsvereinigung von SPD und KPD nunmehr Mitglied der SED, war Arnold von 1946 bis 1948 Leiter der Kreisparteischule in Schweinsburg und dann von 1948 bis 1950 Lehrer sowie stellvertretender Schulleiter der Landesparteischule in Ottendorf. Von 1950 bis 1952 war er Lehrer für Politökonomie und Leiter der Abteilung Fernunterricht der Parteihochschule „Karl Marx“ sowie deren stellvertretender Direktor. Ab 1952 war er kommissarischer Leiter, dann Leiter des Marx-Engels-Lenin-Institutes beim ZK der SED und dort maßgeblich an der Herausgabe der Marx-Engels-Werke beteiligt. Ab 1958 war Arnold Mitglied des Redaktionskollegiums der Zeitschrift Beiträge zur Geschichte der deutschen Arbeiterbewegung.
Seine Urne wurde in der Grabanlage Pergolenweg des Berliner Zentralfriedhofs Friedrichsfelde beigesetzt, wo auch seine Frau Grace geb. Snyder (1910–1988) bestattet ist.

## Auszeichnungen
- Medaille „Für kämpferische Verdienste“ (UdSSR, 1945)
- Vaterländischer Verdienstorden in Bronze (1959)